# Karl Appel (Violinist)
Karl Appel (* 14. März 1812 in Dessau; † 9. Dezember 1895 ebenda) war ein deutscher Violinist und Komponist.

## Leben und Werk
Karl Appel war Schüler von Friedrich Schneider. Er wirkte bis 1880 als Hofkonzertmeister und später als Dirigent des herzoglich-anhaltinischen Orchesters in Dessau.
Karl Appel trat kompositorisch durch humoristische Männerchöre, Lieder und durch instruktive Violinstücke hervor. Zudem schrieb Appel die Oper Die Räuberbraut auf ein Libretto von Alexander von Marées, die im September 1840 am Dessauer Hoftheater uraufgeführt wurde.